# Kristian Sbaragli
Kristian Sbaragli (* 8. května 1990) je italský profesionální silniční cyklista jezdící za UCI ProTeam Team Corratec–Vini Fantini.

## Hlavní výsledky
2008
Giro della Lunigiana
7. místo celkově
2011
5. místo Gran Premio della Liberazione
5. místo GP Industrie del Marmo
2012
vítěz Trofeo Edil C
vítěz Trofeo Gianfranco Bianchin
2. místo GP Industrie del Marmo
Národní šampionát
3. místo silniční závod do 23 let
3. místo Ronde van Vlaanderen Beloften
3. místo Gran Premio di Poggiana
4. místo Gran Premio della Liberazione
10. místo GP Capodarco
2013
5. místo Memorial Marco Pantani
5. místo Le Samyn
7. místo Ronde van Zeeland Seaports
Tour de Korea
10. místo celkově
vítěz etap 1 a 5 (TTT)
2014
2. místo GP Industria e Commercio di Prato
4. místo Tour du Finistère
5. místo Le Samyn
7. místo Paříž–Tours
10. místo Grand Prix de Denain
10. místo Gran Prix Pino Cerami
10. místo Trofeo Ses Salines
2015
Vuelta a España
vítěz 10. etapy
4. místo Memorial Marco Pantani
5. místo Grosser Preis des Kantons Aargau
5. místo RideLondon–Surrey Classic
6. místo Tre Valli Varesine
7. místo Paříž–Camembert
8. místo Kuurne–Brusel–Kuurne
8. místo Gran Piemonte
Tour de Luxembourg
9. místo celkově
Tour des Fjords
10. místo celkově
10. místo Trofeo Playa de Palma
2016
4. místo Grosser Preis des Kantons Aargau
4. místo Rund um Köln
8. místo Gran Premio Bruno Beghelli
9. místo Coppa Sabatini
9. místo Paříž–Bourges
10. místo Tre Valli Varesine
2018
2. místo Gran Premio di Lugano
4. místo Trofeo Matteotti
Czech Cycling Tour
8. místo celkově
10. místo Grand Prix de Fourmies
10. místo Gran Premio Bruno Beghelli
2019
4. místo Coppa Sabatini
Tour du Limousin
5. místo celkově
6. místo Grand Prix Cycliste de Montréal
7. místo Tre Valli Varesine
9. místo Gran Premio di Lugano
9. místo Memorial Marco Pantani
2020
Národní šampionát
5. místo silniční závod
2021
6. místo Memorial Marco Pantani
6. místo Coppa Ugo Agostoni
7. místo Amstel Gold Race
Tour of Britain
8. místo celkově
2022
8. místo Grote Prijs Jef Scherens
2023
Národní šampionát
3. místo silniční závod

### Výsledky na Grand Tours
| Grand Tour      | 2014 | 2015 | 2016 | 2017 | 2018 | 2019 | 2020 | 2021 | 2022 | 2023 |
| --------------- | ---- | ---- | ---- | ---- | ---- | ---- | ---- | ---- | ---- | ---- |
| Giro d'Italia   | —    | —    | 93   | 101  | 111  | 77   | —    | —    | —    | 85   |
| Tour de France  | —    | —    | —    | —    | —    | —    | —    | 106  | 70   | —    |
| Vuelta a España | 104  | 105  | 82   | —    | —    | —    | —    | —    | —    | —    |

| —   | Nezúčastnil se |
| DNF | Nedokončil     |